# جان من
جان من (به هندی: Jaan-E-Mann)یا جان من بیا باز عاشق شویم فیلمی هندی در سبک موزیکال است که در سال ۲۰۰۶ منتشر شد. از بازیگران آن می‌توان به سلمان خان، آکشی کومار، پریتی زینتا و انوپم کهیر اشاره کرد.

## خلاصه داستان
سوهان کاپور(سلمان خان) بازیگر تازه کاری است که سودای ستاره شدن دارد اما وقتی تهیه‌کننده و کارگردان فیلم می فهمند که او همسر دارد از او می خواهند تا این موضوع را پنهان کند و سوهان همین کار را می‌کند و می‌خواهد تا پیا(پریتی زینتا) خود را همسر او معرفی نکند. پس از مدتی فیلم اکران می‌شود و شکست تجاری می خورد از طرفی همسرش او را ترک می‌کند پس از یک سال نامه همسرش که پیا نام دارد به او می رسد که به خاطر طلاق درخواست ۵ میلیون روپیه می‌کند اما سوهان این پول را ندارد.
دقایقی بعد مردی به نام آگیشتا رائو(آکشی کومار) در خانه سوهان را می زند او مهندس ناسا است و در زمان دانشجویی عاشق پیا بوده‌است وقتی سوهان ماجرا را می فهمد به او به چشم یک فرشته نجات نگاه می‌کند، چون در صورت ازدواج آگیشتا با پیا او مجبور نیست پول را بپردازد برای همین آدرس پیا در نیویورک را به او می دهد و تصمیم می‌گیرد خودش هم با او برود تا آگیشتا موفق شود.
ابتدا سوهان برای آگیشتا لباس مناسب تهیه می‌کند و ظاهر او را تغییر می‌دهد اما مشکل اصلی این است که آگیشتا توانایی بیان احساسات و ابراز عشق به پیا را ندارد برای همین از طریق یک وسیله سوهان جملاتی را در گوش آگیشتا می گوید. سوهان با تغییر چهره همه جا همراه آگیشتا می‌رود چون اگر فاصله زیاد باشد موج فرکانس صدا قطع می‌شود .سوهان در هر محل خود را به یک شکل در می‌آورد.
او موفق شده است، تقریباً پیا عاشق آگیشتا شده‌است. تا اینکه سوهان متوجه می‌شود پیا یک بچه دارد که فرزند او هم هست او پشیمان می‌شود و دنبال کار مناسب می گردد اما دیگر خیلی دیر شده آگیشتا از پیا درخواست ازدواج کرده‌است و پیا جواب مثبت داده است.
از طرفی آگیشتا متوجه می‌شود همسر سابق پیا به پیا نامه‌های زیادی نوشته است اما برادر پیا که او را دوست نداشته‌است نامه‌ها را به او نشان نداده است.روز عروسی سوهان با تغییر چهره وارد خانه پدر پیا می‌شود تا برای آخرین بار فرزندش را ببیند اما یکی از پرستاران متوجه حضور او می‌شود و سوهان گیر می افتد.آگیشتا تازه متوجه می‌شود که سوهان شوهر سابق پیا بوده‌است برای همین پشیمان می‌شود و ماجرا را برای پیا تعریف می‌کند و به او می گوید من جسمی بیش نبودم تو در واقع دوباره عاشق سوهان شدی چون آن جملات متعلق به او بوده‌است.
در پایا پیا دوباره با سوهان ازدواج می‌کند و آگیشتا در ایستگاه فضایی با زنی روس به نام پریتی زینکوا که دقیقاً شبیه پیا است آشنا می‌شود و با او ازدواج می‌کند.

## بازیگران
- سلمان خان در نقش سوهان کاپور
- آکشی کومار در نقش آگیشتا رائو
- پریتی زینتا در نقش پیا گایول کپور/پریتی زینکوا
- انوپم کهیر در نقش بانوم کاپور(عمو و وکیل سوهان)/صاحب کافه
- امان ورما در نقش زوبین دوست پیا
- نواب شاه در نقش برادر پیا
- جاوید شیخ در نقش سرمت گویا